# Pen-y-Groes
|  | Per a altres significats sobre Pen-y-Groes, vegeu «Pen-y-Groes (Sir Gaerfyrddin)». |

Pen-y-Groes o alternativament Penygroes és una ciutat del nord de Gal·les, pertanyent al comtat de Gwynedd.
La població és en l'antiga àrea de pedreres de pissarra de la vall del Nantlle (Dyffryn Nantlle), per bé que la majoria de les explotacions fa temps que varen plegar. Situada en la parròquia de Llanllyfni, l'envolten altres poblacions com Carmel, Talysarn, Nantlle, Tanrallt, Nebo, Pont Lloc i Groeslon. És el principal centre comercial i industrial de la vall. També té una estació de policia d'àmbit comarcal  Arxivat 2007-09-28 a Wayback Machine., que atén setze pobles veïns.
Acull una escola primària, l’Ysgol Bro Lleu, una de secundària, l'Ysgol Dyffryn Nantlle (on estudià el baríton gal·lès Bryn Terfel), un centre social (Plas Silyn) i el que fou, en un temps, reeixit equip de futbol Nantlle Vale.

## Història
Pen-y-Groes limita amb l'antiga finca de Glynllifon, pertanyent a Lord Newborough, que originà diverses llegendes medievals. El personatge Lleu Llaw Gyffes, que apareix en les antigues llegendes del Mabinogion, es diu que vivia en aquestes contrades; el noms del fort de l'edat de ferro de Dinas Dinlle i el poble de Nantlle -originalment escrit Nantlleu- es creu que se'n deriven.
El poble és relativament recent. Al voltant d'una ferreria del 1801, i en la cruïlla de les carreteres de Caernarfon i Clynnog Fawr amb la de Cloddfa'r Coed es formà un primer nucli de població que anà creixent en els anys 1920.

## Altres
La major part dels habitants són gal·loparlants. Una via verda, la Lôn Eifion, travessa el poble, seguint el curs de l'antiga via fèrria de Bangor a Afon Wen, clausurada el 1964. Diverses línies d'autobús uneixen la població amb altres ciutats del comtat.
Persones importants nascudes en aquestes terres comprenen els poetes R. Williams Parry i Mathonwy Hughes, el popular cantant i actor contemporani Bryn Fon, la política i parlamentària laborista Betty Williams i l'acadèmic Dafydd Glyn Jones.